# Leif Målberg
Leif Målberg (1º settembre 1945) è un allenatore di calcio ed ex calciatore svedese, di ruolo difensore.

## Carriera

### Club
Målberg è stato uno dei difensori più importanti dell'Elfsborg, in cui ha giocato dal 1965 al 1980 e dove ha totalizzato 337 presenze con la maglia giallo-nera.

### Nazionale
Prese parte, insieme alla Nazionale di calcio della Svezia, al campionato del mondo 1970.

## Palmarès

### Club

#### Competizioni internazionali
- Coppa Piano Karl Rappan: 1

Elfsborg: 1980